# Walter Stapeldon

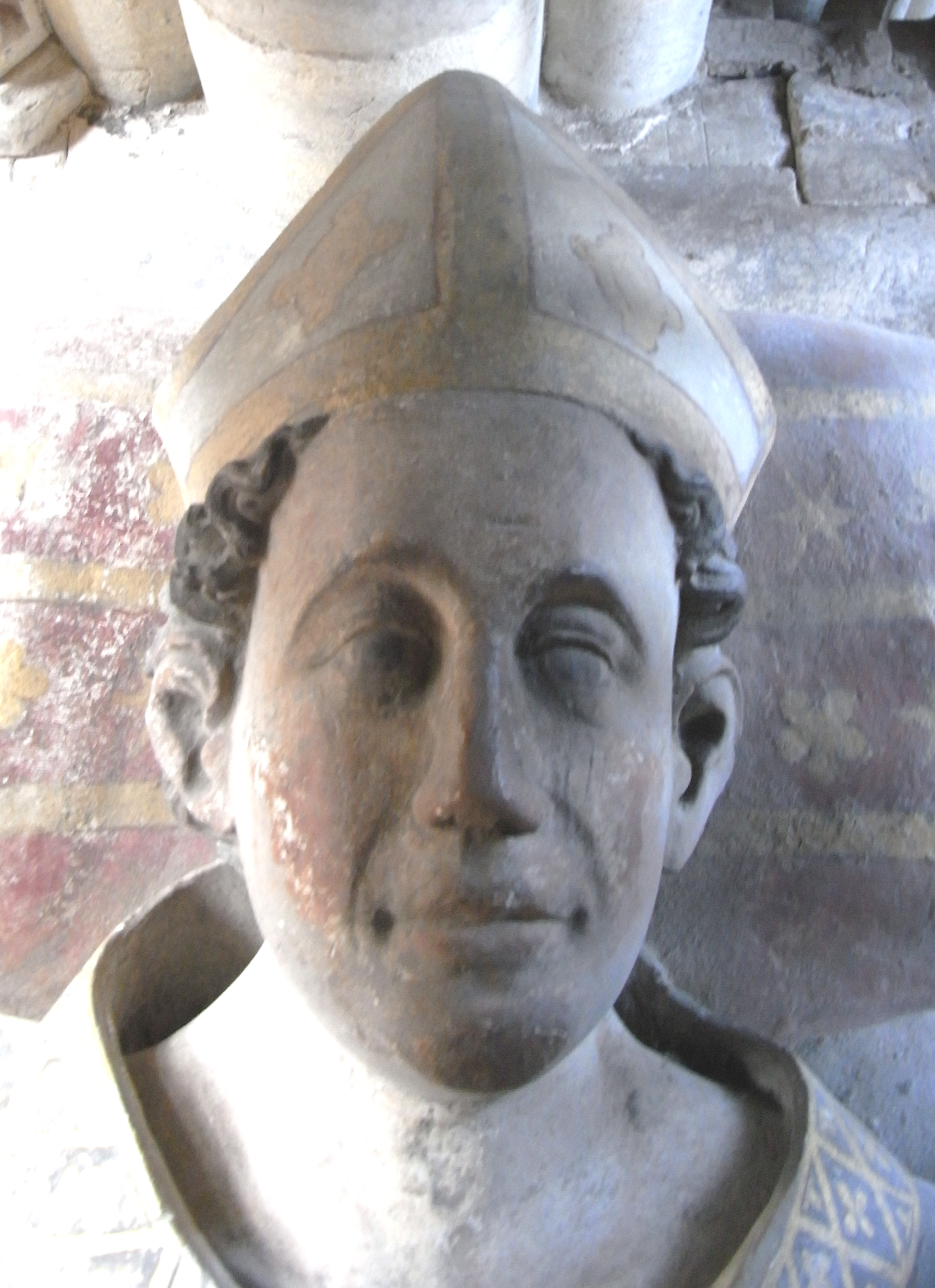
Walter Stapeldon. Bildnis an seinem Grabdenkmal in der Kathedrale von Exeter

Walter Stapeldon (auch de Stapeldon oder Stapledon) (* vor 1265; † 15. Oktober 1326 in London) war ein englischer Geistlicher, Diplomat und Minister. Ab 1307 war er Bischof von Exeter.

## Herkunft, Ausbildung und Aufstieg als Geistlicher
Walter Stapeldon wurde an einem 1. Februar geboren. Sein genaues Geburtsjahr ist allerdings nicht bekannt, doch er wurde spätestens 1265 geboren. Stapeldon entstammte einer Familie der Ritterschaft oder der Gentry, Seine Eltern waren William und Mabel Stapeldon aus Stapeldon bei Cookbury im nordwestlichen Devon. Sein Bruder Richard besaß später das Gut von Stapeldon und war Mitglied des Parlaments, daneben hatte Walter zwei weitere Brüder und drei Schwestern. Er studierte in Oxford, wo er einen Abschluss als Magister machte. Erstmals wird er im Juli 1286 erwähnt. Im September 1294 war er Rektor von Aveton Gifford in Devon, und vor 1298 erwarb er Grundbesitz in Exeter, wo er im Januar 1300 Freeman wurde. Im August 1300 ernannte ihn Bischof Thomas Bitton von Exeter zu seinem Offizial. Für seine Dienste erhielt er vor 1301 eine Stelle als Kanoniker an der Kathedrale von Exeter. Vor 1305 wurde er Präzentor des Kathedralkapitels.

## Bischof von Exeter

### Wahl zum Bischof von Exeter
Im April 1306 wurde Stapeldon Doktor beider Rechte. Wenig später trat er in den Dienst der Krone. Im Juni 1306 gewährte ihm König Eduard I. Schutz vor Gerichtsverfahren, weil er im Auftrag des Königs in die Gascogne reiste, die im Besitz der englischen Könige war. Dort war er vermutlich an der Einsetzung des Prince of Wales als Herzog von Aquitanien beteiligt. Nach dem Tod von Bischof Bitton im September 1307 wurde Stapeldon vom Kathedralkapitel zum neuen Bischof der Diözese Exeter gewählt. Der neue König Eduard II. stimmte am 3. Dezember der Wahl zu, doch Richard Plympstoke, ein alter Rivale von Stapeldon erkannte die Wahl nicht an und legte vor der römischen Kurie Protest ein. Im Januar 1308 zog er jedoch seinen Einspruch zurück, so dass der König am 16. März Stapeldon die Temporalien der Diözese übergeben konnte. Plympstoke forderte aber nun für sich das Amt des Archidiakons von Exeter, was Stapeldon ablehnte. Daraufhin klagte Plympstoke vor dem Court of King’s Bench. Die Klage wurde im Juli 1308 abgewiesen, doch für das Verfahren musste Stapeldon erhebliche Gerichtsgebühren bezahlen. Schließlich wurde er am 13. Oktober 1308 in Canterbury zum Bischof geweiht und Anfang Dezember in Exeter inthronisiert.

### Dienst als Diplomat und Ratgeber des Königs
Aufgrund seiner juristischen Ausbildung diente Stapeldon auch als Bischof weiter dem König. 1310 reiste er im Auftrag der Krone wieder in die Gascogne und 1311 nahm er als Gesandter des Königs am Konzil von Vienne teil. Im November 1312 wurde er vom König beauftragt, die englische Antwort auf französische Vorwürfe bezüglich der Gascogne vorzubereiten, und im Februar 1313 wurde er zusammen mit Thomas Cobham und dem Earl of Pembroke beauftragt, den König vor dem französischen Parlement zu vertreten. Von Mai bis Juli 1313 gehörte er zum Gefolge des Königs, als dieser den französischen König Philipp IV. besuchte. Zusammen mit den Earls of Richmond und Pembroke führte er dabei weitere Verhandlungen in Frankreich. 1315 reiste er mit Pembroke erneut als Gesandter nach Paris, um mit dem neuen französischen König Ludwig X. zu verhandeln, und auch 1316 und 1319 war er als Gesandter nach Frankreich, wo er wieder Angelegenheiten der Gascogne klären musste, für die die französische Könige oberste Lehnsherren waren. 1318 reiste er in die Niederlande, wo er womöglich über die Heirat des Thronfolgers Eduard mit Philippa of Hainault, einer Tochter des Grafen Wilhelm I. von Hennegau verhandelte.
Aufgrund seiner Tätigkeit als Diplomat hatte Stapeldon gute Kontakte zum englischen Königshof. Er wurde regelmäßig, ab 1313 zu den Parlamenten geladen. Im September 1314 eröffnete er im Auftrag des Königs zusammen mit dem Earl of Pembroke das Parlament in York. Zu Beginn des Parlaments in Lincoln im Januar 1316 diente er als Vertreter des Königs, und im Februar 1316 und im Oktober 1318 nahm er für die Parlamente Petitionen aus der Gascogne entgegen. 1315 wurde er Mitglied des Kronrats, dort hatte er aufgrund seiner diplomatischen Erfahrung offenbar erheblichen Einfluss auf den König. Als es 1317 wieder zu schweren Spannungen zwischen dem König und seinem Cousin, dem mächtigen Earl of Lancaster kam, nahm Stapeldon an den Sitzungen des Kronrats teil. Er gehörte aber nicht zu den Bischöfen, die 1318 Verhandlungen mit Lancaster führten, die schließlich zum Vertrag von Leake und damit zur zwischenzeitlichen Aussöhnung zwischen Lancaster und dem König führten.

### Dienst als Treasurer und Rolle während des Despenser War
Anfang 1320 bildete Eduard II. seine Regierung um. Nachdem er Bischof John Salmon zum neuen Kanzler und Robert Baldock zum Keeper of the Privy Seal ernannt hatte, ernannte er Stapeldon am 18. Februar 1320 zum Treasurer. Allerdings stimmte der König entgegen den Bestimmungen der Ordinances von 1311, die er gemäß dem Vertrag von Leake einhalten sollte, die Ernennungen nicht mit dem Parlament ab. Im Juni 1320 begleitete Stapeldon den König wieder nach Frankreich, wo dieser dem französischen König Philipp V. für seine französischen Besitzungen huldigte. Nachdem es im Frühjahr 1321 zu einer Rebellion der Marcher Lords gegen den königlichen Günstling Hugh le Despenser gekommen war, versuchte Stapeldon zusammen mit neun weiteren Bischöfen im Sommer 1321 einen Frieden zwischen dem König und den Rebellen zu vermitteln. Nachdem der König auf Druck der Rebellen der Verbannung von Despenser und seinem gleichnamigen Vater zustimmen musste, legte Stapeldon am 25. August sein Amt als Treasurer nieder und kehrte in seine Diözese zurück. Deshalb nahm er nicht an der von Erzbischof Reynolds kurzfristig einberufenen Versammlung der Bischöfe am 1. Dezember in London teil, die die Rückkehr der Despensers aus Exil billigen sollte. Als der König ihn deshalb schriftlich um seine Zustimmung zur Rückkehr der Despensers bat, riet Stapeldon dem König Anfang 1322, diese Angelegenheit durch ein Parlament beraten und billigen zu lassen. Über diesen Widerspruch von Stapeldon, dessen Unterstützung sich der König bislang sicher war, war der König so verärgert, dass er Stapeldon zu sich an den Hof berief. Der König ging inzwischen militärisch gegen die Rebellen und den mit ihnen verbündeten Lancaster vor. Im März 1322 schlug er sie entscheidend in der Schlacht bei Boroughbridge. Während des folgenden Parlaments in York im Mai 1322 wurde die Rückkehr der Despensers offiziell gebilligt.

### Erneuter Dienst als Treasurer
Während des Parlaments in York wurde Stapeldon am 9. Mai 1322 wieder zum Treasurer ernannt. Nachdem der im August 1322 begonnene Feldzug des Königs nach Schottland mit einer Niederlage geendet hatte, nahm Stapeldon an den Verhandlungen über einen Waffenstillstand mit Schottland teil. Dieser wurde im Mai 1323 geschlossen und war auf dreizehn Jahre befristet. Nachdem im August 1323 der gefangene Rebell Roger Mortimer of Wigmore aus dem Tower of London entkommen konnte, löste der zuverlässige Stapeldon den bisherigen Kommandanten Stephen Segrave als Constable of the Tower ab. Stapeldon hatte bereits zuvor die Archivierung der Urkunden der Regierung übernommen, die dann im Tower gelagert wurden. Diese Verbindung hat sicherlich dazu beigetragen, dass ihm als Geistlichen das militärische Amt des Constable of the Tower übertragen wurde. Allerdings war sich der König der Loyalität seiner Militärs so unsicher, dass er Stapeldon anwies, als Treasurer Einlass in den Tower zu begehren. Erst nachdem er eingelassen worden war, sollte er Segrave über seine Ablösung informieren. Im November wurde Stapeldon als Constable wieder abgelöst.
Als Treasurer musste Stapeldon versuchen, die Kosten für die Niederschlagung der Rebellion der Marcher Lords und des Earls of Lancaster, für den Krieg mit Schottland und für den Saint-Sardos-Krieg mit Frankreich aufzubringen. Deshalb drängte Stapeldon im Schatzamt auf die schnellere Einforderung von Gebühren und auf eine schnellere Bearbeitung von Urkunden. Dies führte dazu, dass nun versucht wurde, von mehreren Magnaten Schulden einzutreiben, die deren Vorfahren schon vor 100 Jahren bei der Krone gemacht hatten. Entsprechende Anordnungen dazu, die offensichtlich auf Stapeldon zurückgingen, erließ die Regierung im Juni 1323 in Cowick und im Mai 1324 in Westminster. Angesichts der angespannten Finanzen war der König dennoch unzufrieden mit der langsamen Verwaltung, so dass er schließlich im Juni 1324 das Schatzamt unter die Verwaltung von Roger Beler stellte. Stapeldon lehnte diese Verwaltungsreform zunächst ab, dann versuchte er die Umsetzung zu verzögern. Der König erteilte ihm daraufhin einen scharfen Tadel und schickte ihn im Juli 1324 in seine Diözese, wo er die Vorbereitungen für den Krieg mit Frankreich überwachen sollte. Im September 1324 ließ der König die Besitzungen von Königin Isabelle beschlagnahmen, die großteils im Gebiet der Diözese Exeter lagen. Damit wurden die Einkünfte der Königin erheblich geschmälert, wofür sie offensichtlich Stapeldon verantwortlich machte.

### Rolle während des Sturzes von Eduard II. und Ermordung

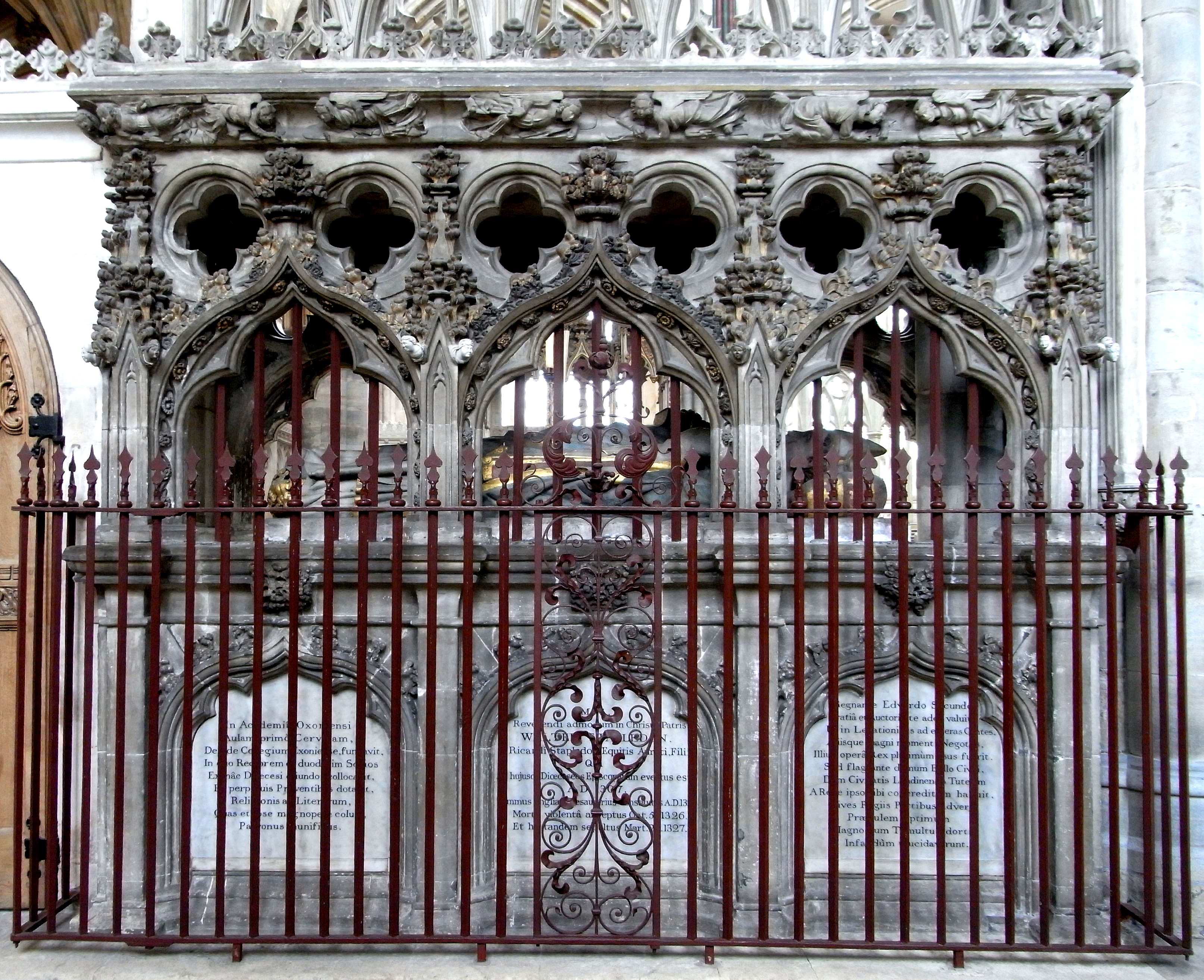
Stapeldons Grabdenkmal

Während eines Parlaments wurde Stapeldon am 3. Juli 1325 als Treasurer abgelöst. Möglicherweise wurden ihm Habsucht und Bereicherung vorgeworfen, doch womöglich erfolgte seine Entlassung, damit er den Prince of Wales Eduard nach Frankreich begleiten konnte. Dieser sollte anstelle von Eduard II. nach dem Ende des Kriegs von Saint Sardos dem französischen König Karl IV. für die Gascogne huldigen. Im September huldigte der Prince of Wales dem französischen König. Am französischen Hof forderte Stapeldon nun Königin Isabelle auf, zu ihrem Mann nach England zurückzukehren. Isabelle hatte zuvor bei ihrem Bruder, dem französischen König, den Frieden vermittelt, doch nun weigerte sie sich, nach England zurückzukehren. Als Grund dafür nannte sie offen den Einfluss von Hugh le Despenser auf ihren Mann. Als auch noch der französische König seine Schwester in Schutz nahm, fürchtete Stapeldon um seine eigene Sicherheit und kehrte fluchtartig nach England zurück, um Eduard II. die Nachricht von der Weigerung seiner Frau zu überbringen. Die Königin und der Thronfolger blieben dagegen in Frankreich. Vor dem 29. Oktober war Stapeldon wieder in England, und zur Eröffnung des nächsten Parlaments hielt er am 18. November eine Predigt im Tower of London. Nach der Ermordung von Roger Beler im Januar 1326 übernahm er wieder die Verwaltung des Schatzamts. 
Im Dezember 1325 hatte Königin Isabelle Stapeldon in einem Brief getadelt, dass er nicht für die Kosten ihres Haushalts in Frankreich aufkommen würde. Erneut beklagte sie, dass für ihr Exil in Frankreich die Feindschaft von Hugh le Despenser ihr gegenüber verantwortlich sei. Eduard II. befürchtete nun eine Invasion von Roger Mortimer und seinen anderen Gegnern aus Frankreich. Stapeldon erklärte sich für die Verteidigung von Südwestengland bereit, doch als Mortimer und die mit ihm verbündete Isabelle im September 1326 mit einem Heer in Südostengland landeten, kehrte er nach London zurück. Als Verbündeter der Despensers war er in der Stadt äußerst unbeliebt, dazu behauptete der ehemalige Mayor Chigwell, dass er mit für die Gerichtsverfahren verantwortlich war, die unter Missachtung der Privilegien der City of London Anfang 1321 in der Stadt abgehalten worden waren. Ein aufgebrachter Mob plünderte Stapeldons Londoner Stadthaus und brannte es nieder. Als Stapeldon mit einer kleinen Eskorte trotz Warnungen vor seinem Haus erschien, ergriff ihn der Mob und schleppte ihn nach Cheapside, wo ihm mit einem Brotmesser der Kopf abgeschnitten wurde. Der Kopf wurde der Königin zugesandt, die schließlich anordnete, Stapeldons Körper in der Kathedrale von Exeter beizusetzen, was schließlich am 28. März 1327 geschah.

### Geistliche Tätigkeit
Trotz seiner häufigen Tätigkeit im Dienst der Krone hatte Stapeldon sein Amt als Bischof gewissenhaft wahrgenommen. Er unternahm häufig Visitationen im Gebiet seiner Diözese, dazu gelang es ihm, die Einkünfte aus den Besitzungen des Bistums erheblich zu steigern. Als Bischof widersprach er dem Anspruch der Krone, dass die Kollegiatkirche von St Buryan in Cornwall eine Royal free Chapel sei, dazu bestand er auf seinem Recht als Dekan der Royal free Chapel von Bosham in der Diözese Chichester. Stapeldon trug wesentlich zum Bau der Kathedrale von Exeter bei, so dass er als zweiter Gründer der Kathedrale gilt. Er stiftete nicht nur selbst erhebliche Summen für den Bau, sondern verpflichtete 1310 in seiner ersten Anordnung als Bischof alle Inhaber von Benefizien in seiner Diözese, ebenfalls Geld für den Bau zu spenden. Sein Beitrag zum Bau wurde dadurch gewürdigt, dass er nach seinem Tod neben dem Hochaltar beigesetzt wurde.
Stapeldon förderte aktiv Bildung und Gelehrsamkeit. 1326 plante er, am St John’s Hospital in Exeter eine Schule einzurichten. Von allen Bischöfen während der Herrschaft von Eduard II. bewilligte er die meisten Beurlaubungen für Geistliche, die an einer Universität studieren wollten. 1314 gründete er Stapeldon Hall in Oxford, wo zwölf arme Schüler aus der Diözese Exeter studieren konnten. Er war bei der Gründung selbst anwesend und erließ 1316 die ersten Statuten der Einrichtung, die bei der Wahl von Fellows und bei der Wahl des Rektors durch die Fellows bemerkenswert demokratische Züge hatten. Seine Stiftung besteht als Exeter College in Oxford weiter.